# تپه بوغاز
تپه بوغاز مربوط به عصر مفرغ - دوره ساسانی است و در ۳ کیلومتری جنوب شرقی شهر ورزقان واقع شده است. این اثر در تاریخ ۸ بهمن ۱۳۸۵ با شمارهٔ ثبت ۱۶۹۸۰ به عنوان یکی از آثار ملی ایران به ثبت رسیده است.